# ダウノルビシン
ダウノルビシン（daunorubicin）はダウノマイシン（daunomycin）とも呼ばれる、がんの治療に化学療法薬として用いられる薬剤である。具体的には急性骨髄性白血病(AML)、急性リンパ性白血病(ALL)、慢性骨髄性白血病(CML)、カポジ肉腫の治療に用いられる。投与法は急速静脈注射または点滴静脈注射である。リポソーム化製剤であるリポソームダウノルビシン（liposomal daunorubicin）も存在する。
主な副作用は、脱毛、嘔吐、 骨髄抑制、口内の炎症などである。その他の重度の副作用には心血管疾患、投与患部の壊死 などがあげられる。妊娠中のヒトへの投与は胎児に害を与えるおそれがある。ダウノルビシンは、アントラサイクリンに属する薬剤である。作用機序はII型トポイソメラーゼの働きを阻害することで効果がある。
ダウノルビシンは1970年4月に日本で承認を取得した:1。米国で薬剤として承認されたのは1979年である。世界保健機関の必須医薬品リストに掲載されており、最も効果的で安全な医療制度に必要とされる医薬品である。開発途上国での卸売価格は20mgのバイアル1本につき約$5.79～$37.18米ドルである。英国の国民保健サービスにかかる費用は20mgバイアル1本につき約￡55.00ポンドである。もとはストレプトマイセス属 から分離された。

## 効能・効果
急性白血病（慢性骨髄性白血病の急性転化を含む）

## 投与経路
投与法は急速静脈注射または点滴静脈注射である。広範な組織壊死を引き起こす可能性があるため、筋肉内や皮下に投与してはならない。また、神経系に大きな損傷を与えて死に至る可能性があるため、髄腔内（脊柱管内）に投与してはならない。ダウノルビシンは、網膜剥離手術後の一般的な合併症である増殖性硝子体網膜症を予防する目的で硝子体内（眼内）に使用されたことがあるが、有効性は認められておらず、現時点では他の眼科領域では使用されていない。

## 副作用
重大な副作用は、心筋障害（0.1～5%未満）、心不全（0.1%未満）、骨髄抑制（5%以上）、ショック（0.1%未満）、ネフローゼ症候群（0.1%未満）である。

## 薬物動態
血中からの消失は3相性であり、半減期はそれぞれ、0.0351±0.0157hr、1.82±2.01hr、15.8±8.4hrである。
ダウノルビシンは速やか（1時間以内）に肝臓で代謝され、ダウノルビシノール（活性あり）になり、さらに肝で代謝される:19。
排泄は尿中および糞中へなされる。24時間で尿中に排泄される薬剤は11.8±5.1%であるが、糞中への排泄量は確認されていない。

## 作用機序
ドキソルビシン同様、ダウノルビシンはDNAにインターカレーションし、高分子の生合成を阻害する。これは、転写のためにDNA超らせん構造を弛緩させる酵素トポイソメラーゼIIの進行を阻害するものである。ダウノルビシンは、複製のためにDNA鎖を切断した後のトポイソメラーゼII複合体を安定化させ、DNAの二重らせんの再封鎖を防ぎ、複製のプロセスを停止させる。DNAに結合すると、ダウノマイシンはそのダウノサミン残基をDNAの副溝に向けてインターカレートする。また、5'側でA/T塩基対に挟まれた2つの隣接するG/C塩基対を最も好む。結晶構造解析の結果、ダウノマイシンは、8°の巻き戻し角度と、隣接する塩基対や2番目に隣接する塩基対などのコンフォメーションの乱れを引き起こすことが判明した。また、インターカレーションにより、ヒストンのクロマチンからの脱離を誘発することも明らかとなった。